# Pectinopygus garbei
Pectinopygus garbei är en insektsart som först beskrevs av Samuel Barnsley Pessôa och Lindolpho Rocha Guimarães 1935.  Pectinopygus garbei ingår i släktet Pectinopygus och familjen fjäderlöss. Inga underarter finns listade i Catalogue of Life.